# Љускасти оклоп
Љускасти оклоп се састоји од великог броја малих плоча. Материјал који се користио за прављење тих плоча је могао је бити бронза, гвожђе, кожа, кувана кожа, рог и др.
За време римског царства љускасти оклоп (lorica squamata) је била врло популарна алтернатива за верижни (lorica hamata), пружао је бољу заштиту, нарочито против тупих удараца. Такође је било популарно на Средњем истоку код Персијанаца и Византијаца. Код ових земаља плоче су обично биле чашастог (полусферног) облика, овакви оклопи су боље штитили од оних који су имали округле плоче.